# Antonio José Ponte
Antonio José Ponte Mirabal (Matanzas, Cuba, 1964). Ensayista, narrador y poeta cubano. Ha trabajado como ingeniero hidráulico, guionista de cine y profesor de literatura. En 2003 fue expulsado de la Unión Nacional de Escritores y Artistas de Cuba por sus ideas contrarias al régimen castrista. Reside en Madrid desde 2007. 
Publica regularmente en las revistas La Habana Elegante, Cuadernos Hispanoamericanos y Letras Libres. Actualmente codirige la publicación digital Diario de Cuba.

## Obra
Antonio José Ponte está considerado como uno de los más prestigiosos ensayistas cubanos. Aunque ha cultivado tanto la narrativa como el ensayo, es en este último género por el que más se le conoce. 
Entre sus ensayos destacan Las comidas profundas (Éditions Deleatur, 1997), traducido al francés como Les Nourritures lointaines (Éditions Deleatur, 2000), Un seguidor de Montaigne mira La Habana / Las comidas profundas (Verbum, 2001) y El libro perdido de los origenistas (Aldus, México, 2002; Rialta Ediciones, Querétaro, 2018). Su ensayo más significativo es el titulado El abrigo de aire, escrito contra las manipulaciones de José Martí por parte del poder político revolucionario cubano.
Su poesía está recogida bajo el título Asiento en las ruinas (Letras Cubanas, 1997) y en Un bosque, una escalera (Editorial Compañía, México, 2005). Es autor de la novela Contrabando de sombras (Mondadori, Barcelona, 2002).
Sus últimas obras publicadas son Un arte de hacer ruinas y otros cuentos (Colección Aula Atlántica, Fondo de Cultura Económica, México D.F.) y La fiesta vigilada (Anagrama).